# JFD
JFD je debitantski studijski album slovenske indie rock skupine John F. Doe, izdan 22. januarja 2015 v samozaložbi. Skupina je prvenec uradno predstavila v Kinu Šiška 22. maja istega leta. Kot gost je nastopil tudi Samuel Blues, jeseniški kitarist in vokalist.

## Kritični odziv
V recenziji na portalu Rockline je Aleš Podbrežnik album ocenil s 4,5 zvezdicami in rekel, da gre za »odličen debitantski album za skupino, ki se je na njem resnično ukvarjala z mnogoterimi aranžerskimi okraski in zvočnimi detajli«. Dodal je še: »Gre za izredno lep in glede na prvenec komponistično izredno zrel glasbeni dosežek, polnokrvne indie rock vsebine, kar navdaja z lepimi obeti za prihodnost.«  V reviji Mladina pa je Veljko Njegovan album ocenil s tremi zvezdicami, pri čemer se je navezoval na glasbeni slog albuma (»indie rock zvok današnjega časa, ki črpa predvsem iz inventivnega postpunkovskega obdobja«) in rekel: »Težava je le v tem, da je takšnih skupin v tujini veliko, zato bi bilo morda bolje, če bi fantje naredili kakšno skladbo v slovenščini.«

## Seznam pesmi
Vso glasbo je napisala skupina John F. Doe, vsa besedila so napisali Dejan Krupić, Luka Zemljič, Martin Intihar in Aleš Svetina.
| Št.             | Naslov                        | Dolžina |
| --------------- | ----------------------------- | ------- |
| 1.              | „Purple Velvet‟               | 3:22    |
| 2.              | „From Russia to China‟        | 2:48    |
| 3.              | „Drive Song‟                  | 3:48    |
| 4.              | „Rider‟                       | 3:27    |
| 5.              | „High Hopes‟                  | 4:03    |
| 6.              | „My Addiction‟                | 4:39    |
| 7.              | „Black Glitter‟               | 2:39    |
| 8.              | „December Lights‟             | 2:46    |
| 9.              | „Fantasy Road (Bye Bye Baby)‟ | 3:22    |
| 10.             | „Criminal Mind‟               | 3:15    |
| Skupna dolžina: | Skupna dolžina:               | 34:54   |

## Zasedba
| John F. Doe - Marko Zemljič — vokal - Aleš Svetina — kitara - Luka Zemljič — klaviature - Bojan Marinko — bobni - Tilen Knaflič — bas kitara | Ostali - Dejan Krupić — besedila - Martin Intihar — besedila - Matej Wolf — produkcija (v Yabbey Road Studio) - Anej Kocevar — avdio (v Sick Bastard Studio) |